# آتش‌سوزی ساختمان ژوهانسبورگ
در ۳۱ اوت ۲۰۲۳ حوالی ساعت ۰۱:۳۰ به وقت SAST، یک آتش‌سوزی ساختمانی در ژوهانسبورگ، آفریقای جنوبی را فرا گرفت. ۷۶ نفر کشته و ۸۸ نفر زخمی شدند. رویداد فوق یکی از مرگبارترین آتش‌سوزی‌های تاریخ آفریقای جنوبی است.

## رویداد
آتش‌سوزی در منطقه تجاری مرکزی در یک ساختمان متروکه پنج طبقه متعلق به دولت رخ داد، ساختمان مذکور توسط باندهای خلافکارخیابان‌های دلورس و آلبرت اشغال شده‌بود. ساکنان شامل ۴۰۰ فرد فقیر بودند، بسیاری از آنها اتباع خارجی، مهاجران اقتصادی و پناهجویان می‌شدند که همه آنها توسط باندهای خلافکار به عنوان مستأجر در آنجا مستقر شده‌بودند. این آتش‌سوزی در ساعات اولیه بامداد ۳۱ اوت ۲۰۲۳ رخ داد و علت آتش‌سوزی در حال حاضر مشخص نیست. شعله‌های آتش داخل ساختمان پخش شد و بسیاری از مردم را به دلیل سکونت در میان پارتیشن‌ها و دروازه‌های سست بین اتاق‌های موقت ساخته شده به دام انداخت.
بسیاری از ساکنان برای فرار از پنجره‌های ساختمان پریدند که برخی از آنها از پرش جان سالم به در نبردند. آتش نشانان هنگام تلاش برای خروج از ساختمان در حال سوختن، اجساد تلمبارشده‌ای را در جایی که جان خود را از دست داده بودند، در یک دروازه قفل شده در طبقه همکف پیدا کردند.

## واکنش
این آتش‌سوزی باعث جلب توجه نسبت به صدها ساختمان اشغال‌شده مشابه همین ساختمان در ژوهانسبورگ شد، سکونتگاه‌هایی که معمولاً هم پرتراکم و غیرقانونی هستند و در آن افراد فقیر و به حاشیه رانده شده از جمله تعداد زیادی از مهاجران غیرقانونی زندگی می‌گذرانند.